# La Chapelle-Saint-Laurent
La Chapelle-Saint-Laurent ist eine französische Gemeinde im Département Deux-Sèvres in der Region Nouvelle-Aquitaine. Sie hat 2.080 Einwohner (Stand: 1. Januar 2022) und gehört zum Arrondissement Bressuire sowie zum Kanton Cerizay.

## Geographie
La Chapelle-Saint-Laurent liegt etwa 40 Kilometer nördlich von Niort. Im Gemeindegebiet befinden sich zahlreiche Seen (Étang des Mothes, Étang Olivette, Étangs de Courberive, Étang des Rataudières und Étang de Briant). Umgeben wird La Chapelle-Saint-Laurent von den Nachbargemeinden Chanteloup im Nordwesten und Norden, Boismé im Norden und Nordosten, Clessé im Osten und Südosten, Neuvy-Bouin im Süden, Largeasse im Südwesten sowie Pugny im Südwesten und Westen.

## Bevölkerungsentwicklung
| Jahr      | 1962 | 1968 | 1975 | 1982 | 1990 | 1999 | 2006 | 2012 | 2019 |
| Einwohner | 1629 | 1561 | 1605 | 1682 | 1697 | 1769 | 1881 | 1900 | 2034 |

## Sehenswürdigkeiten
- Basilika Notre-Dame de Pitié, 1891 erbaut, Pilgerzentrum
- Kirche Saint-Laurent

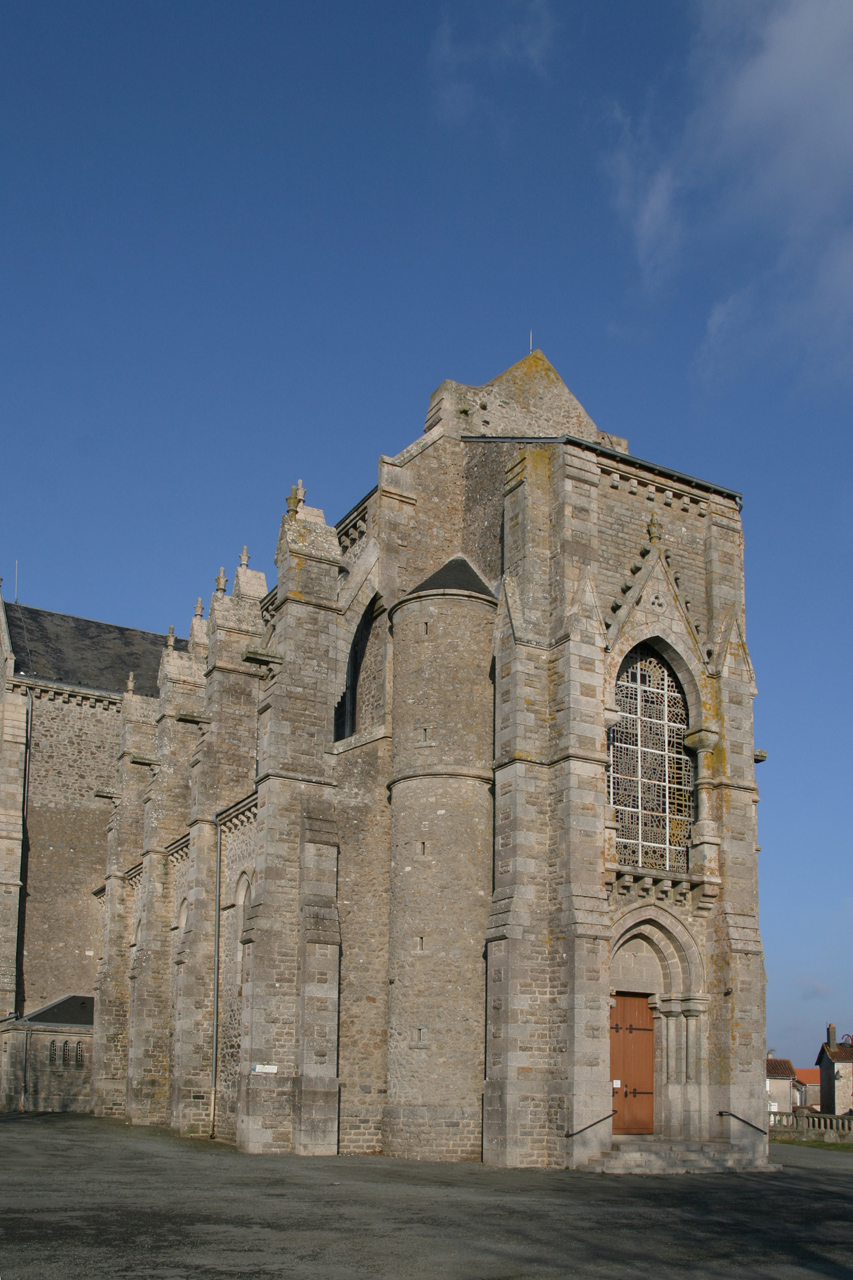
Basilika Notre-Dame de Pitié
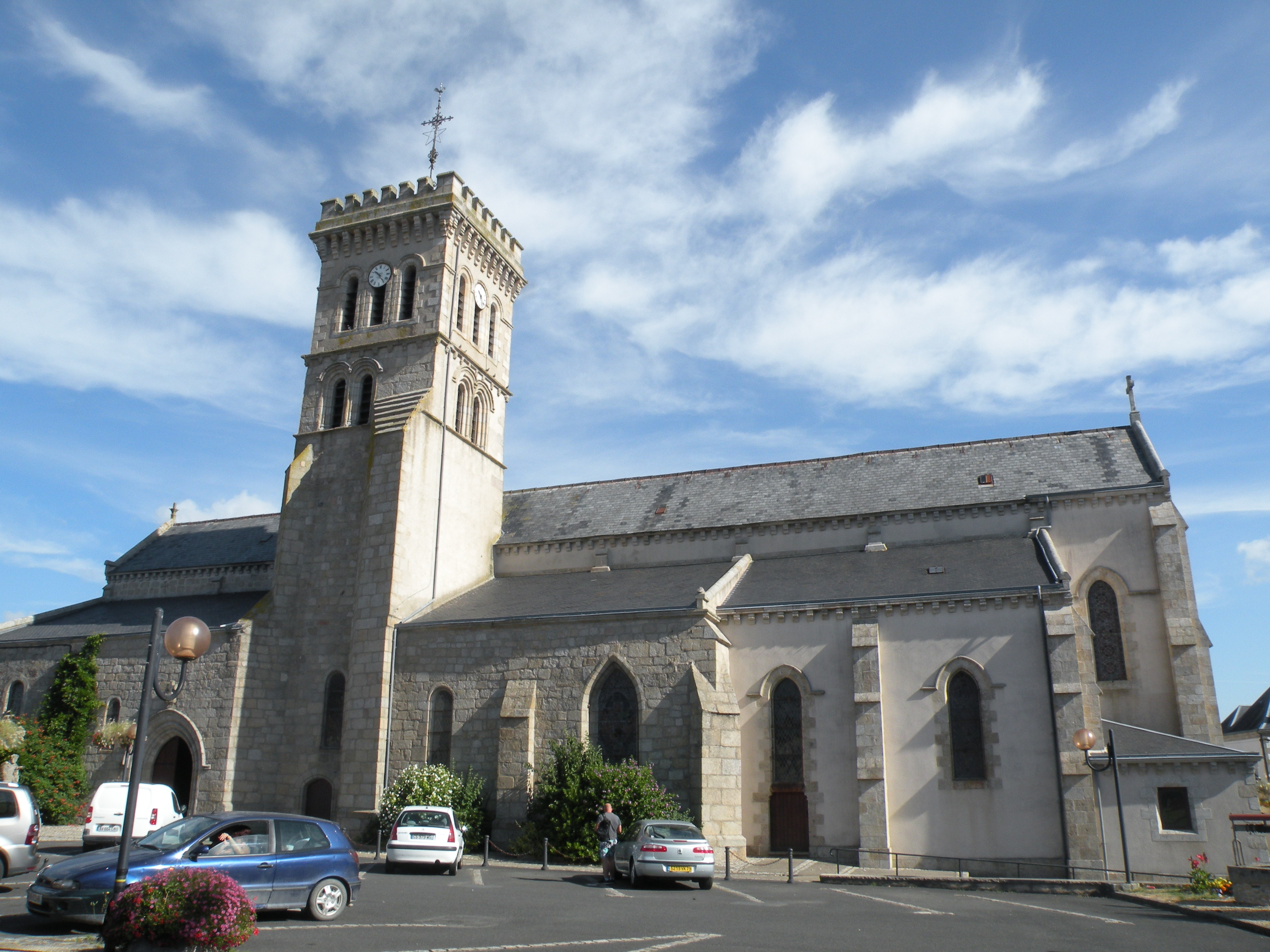
Kirche Saint-Laurent